# Flindersia pimenteliana
Espèce
Synonymes
- Flindersia chrysantha Merr. & L.M.Perry[1]
- Flindersia mazlini F.M.Bailey[1]

Statut de conservation UICN

 EN C2a : En danger
Flindersia pimenteliana est une espèce de plantes de la famille des Rutaceae.

## Publication originale
- Fragmenta Phytographiæ Australiæ 9: 132. 1875.